# Alexander Wladimirowitsch Men

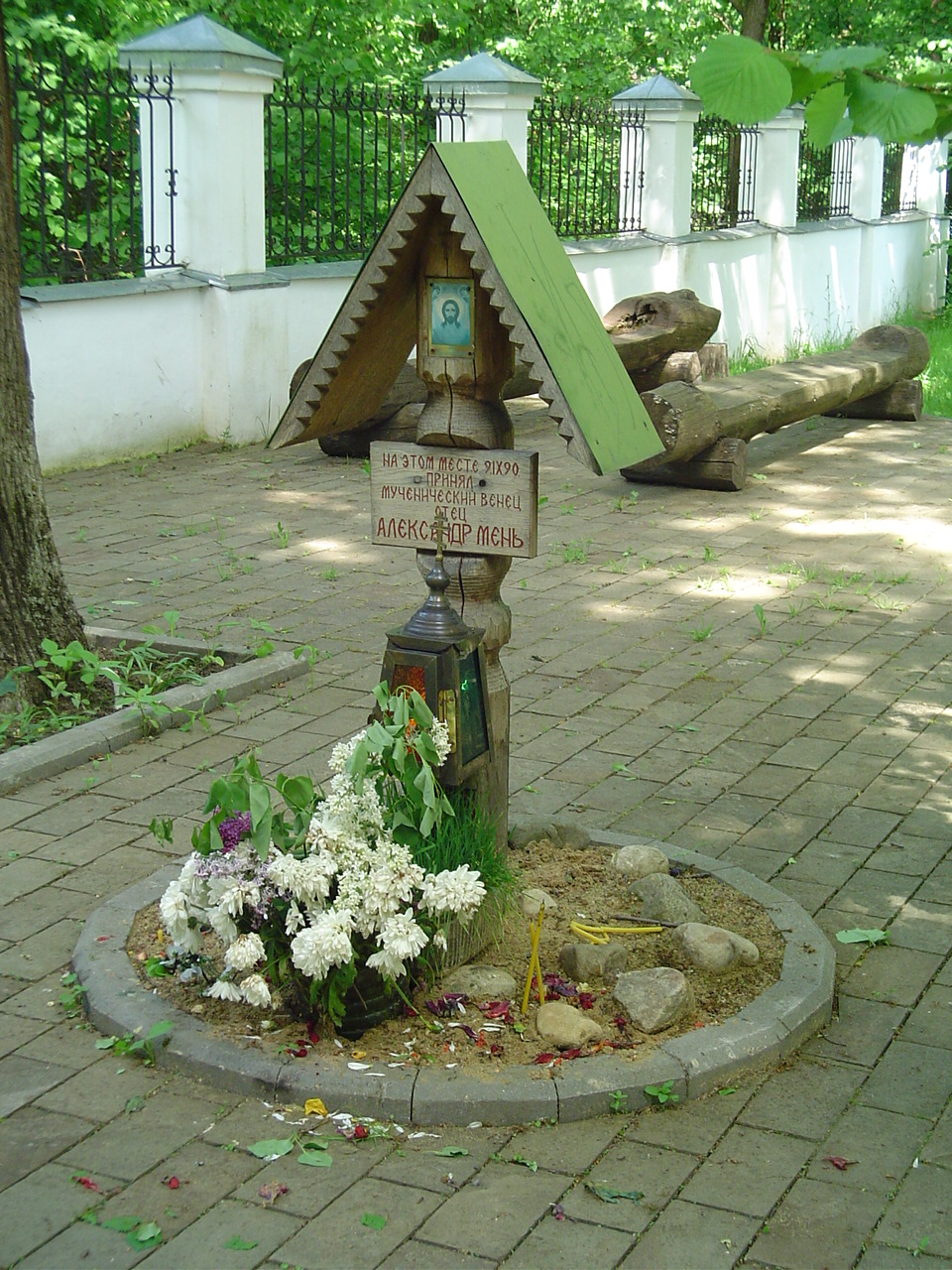
Gedenkkreuz am Ort der Ermordung von Men (2007)

Alexander Wladimirowitsch Men (russisch Александр Владимирович Мень, wiss. Transliteration Aleksandr Vladimirovič Men; * 22. Januar 1935 in Moskau; † 9. September 1990 in Semchos, heute zu Sergijew Possad, Russland) war ein russisch-orthodoxer Religionsphilosoph und Priester. Er zählt zu den führenden russisch-orthodoxen Theologen des 20. Jahrhunderts.

## Leben
Er wurde als Sohn eines jüdischen Textilingenieurs und einer orthodoxen Mutter geboren. Bereits als Kleinkind wurde er getauft. Er ging auf die 554. Schule für Jungen in Moskau. In der Schulzeit las er die Werke von Johannes Chrysostomos, Basileus dem Großen, Augustinus und Feofan Satwornik sowie die Philokalie. Autodidaktisch lernte er den Stoff eines russisch-orthodoxen Priesterseminars.
Er studierte Biologie am Institut für Pelzwaren in Balaschicha und später in Irkutsk. Privat studierte er Theologie und Philosophie. Ihn interessierten Baruch de Spinoza, René Descartes und Gottfried Wilhelm Leibniz, aber auch die orthodoxen Theologen Pawel Florenski, Alexei Chomjakow, Nikolai Berdjajew und Sergei Bulgakow.
In Irkutsk kam er in Kontakt mit dem Theologiestudenten und späteren Dissidenten Gleb Jakunin. 1958 relegierte ihn das Institut für Pelzwaren, weil er mehrfach ohne Erlaubnis in der Kirchenverwaltung gearbeitet hatte. Im gleichen Jahr wurde er in Moskau zum orthodoxen Diakon, wenige Monate später zum Priester geweiht und nahm ein Studium am Geistlichen Seminar in Leningrad auf. 1964 wechselte er an die Geistliche Akademie in Moskau, wo er 1968 mit einer Dissertation zum Thema Monotheismus und vorchristliche Religionen promovierte.
Men veröffentlichte zehn Bücher, die unter Pseudonym als Tamisdat in russischer Sprache im Ausland verlegt wurden und als verbotene Literatur in die Sowjetunion zurückkehrten. Zu den wichtigsten gehören die fundamentaltheologische Reihe Auf der Suche nach dem Weg, der Wahrheit und dem Leben (russisch W poiskach Puti, Istiny i Schisni, 1970–1983), eine Einführung in das Christentum Der Menschensohn (russisch Syn Tschelowetscheski, 1969), und eine Abhandlung zur Entstehung und Entwicklung orthodoxer Feste, Sakrament, Wort und Bild (russisch Tainstwo, Slowo i Obras, 1980).
Seine Auffassung, dass Menschen ohne Gott verloren seien, machte ihn zum Hoffnungsträger systemoppositioneller Kreise, die eine dem Sozialismus entgegengesetzte Lebensphilosophie suchten. In den 1970er und 1980er Jahren leitete Men die Gemeinde in Tarassowka bei Moskau und betätigte sich aktiv als Missionar. Er übte Einfluss unter Jugendlichen und in der wissenschaftlichen Intelligenz aus. In seiner Dorfkirche taufte er in einer spektakulären Aktion mehrere tausend Menschen. Er gab die Zeitschrift Welt der Bibel (russisch Mir Biblii) heraus, gründete 1989 in Moskau eine Freie Orthodoxe Universität, setzte sich für die Ökumene ein.
Men wurde seit den 1960er Jahren vom KGB überwacht. Der Geheimdienst durchsuchte mehrfach seine Wohnung und lud ihn zu Vernehmungen vor. Nach der Wende in der Sowjetunion trat er mehrfach im Fernsehen auf, gewann große Popularität, wurde jedoch von Nationalisten und Antisemiten wegen seiner jüdischen Herkunft und ökumenischen Auffassungen angefeindet.
Am 9. September 1990 wurde er in Semchos bei Sergijew Possad frühmorgens auf dem Weg zur Kirche von einem Attentäter mit einem Beil erschlagen. Die Regierung setzte eine Untersuchungskommission ein. Ergebnisse wurden nicht vorgelegt. Der Vorsitzende der Kommission wurde ebenfalls getötet.
Men war verheiratet und hatte einen Sohn und eine Tochter. Der Sohn Michail Men war von 2005 bis 2013 Gouverneur der Oblast Iwanowo.
Die katholische Akademie der Diözese Rottenburg-Stuttgart und die Allrussische Bibliothek für Ausländische Literatur in Moskau verliehen seit 1995 jährlich den Alexander-Men-Preis an Persönlichkeiten, die sich um den Austausch zwischen Russland und Deutschland verdient gemacht haben.

## Werke
- Son of man. Oakwood Publ., Torrance, Calif. 1998, ISBN 1-879038-28-5; deutsch Der Menschensohn, herausgegeben von Klaus Mertes und Ulrike Patow deutsch von Monika Schierhorn. Herder, Freiburg; 2., durchges. Aufl. 2007, ISBN 3-451-29059-6
- About Christ and the church. Oakwood Publ., Torrance, Calif. 1996, ISBN 1-879038-29-3
- Mir Biblii. Knižnaja palata, Moskva 1990, ISBN 5-7000-0329-5
- Smertiiu smert poprav. Eridan, Minsk 1990, ISBN 5-85872-001-3
- Pravoslavnoe bogosluzenie: Tainstvo, slovo i obraz. Slovo, Moskva 1991, ISBN 5-85050-266-1
- Istoriia religii v semi tomakh: V poiskakh Puti, Istiny i Zhizni. Slovo, Moskva 1991–1992, ISBN 5-85050-281-5
- Bibliologicheskiĭ slovar. Fond imeni Aleksandra Menia, Moskva 2002, ISBN 5-89831-020-7